# سرنگ گاز

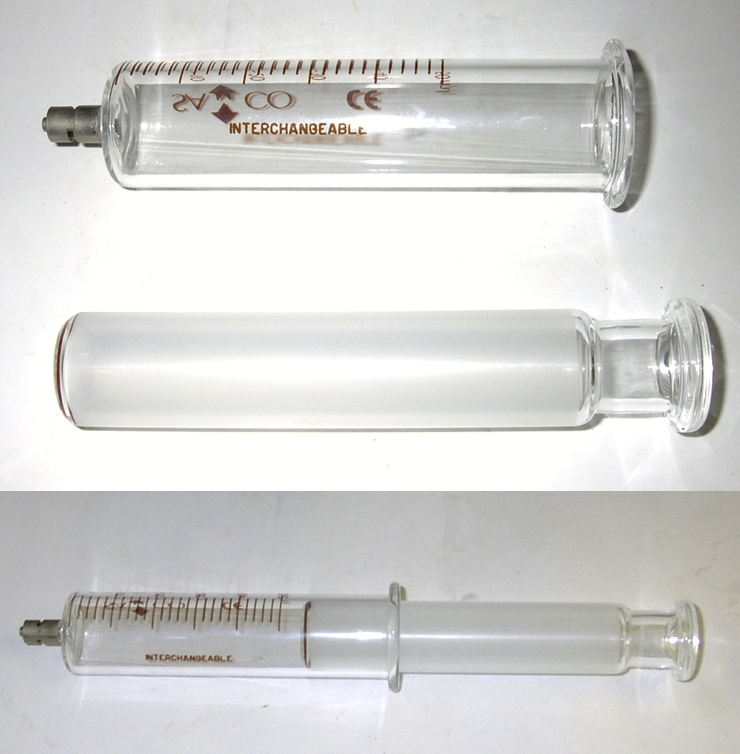
سرنگ گازی و اجزای تشکیل دهنده آن

سرنگ گازی یا سرنگ گاز یکی از ظروف شیشه‌ای آزمایشگاهی برای قرار دادن یا برداشت حجم یک گاز از یک سیستم بسته است یا برای اندازه‌گیری حجم گاز تکامل یافته از یک واکنش شیمیایی به کار می‌رود. سرنگ گاز برای اندازه‌گیری و توزیع مایعات نیز می‌تواند استفاده شود مخصوصاً در جاهایی که لازم است مایعات دور از هوای آزاد نگهداری شوند.

## استفاده از سرنگ گازی
از سرنگ گاز می‌توان برای اندازه‌گیری فراورده‌های گازی از یک واکنش استفاده کرد.
هنگام استفاده از سرنگ برای اندازه‌گیری گازها باید به چگونگی نگه داشتن آن توجه کرد. گاز می‌تواند در مایعات حل شود به خصوص در مواقعی که تحت فشار قرار گیرد. این اتفاق در اندازه‌گیری‌های نادرست می‌افتد.

## استفاده از سرنگ گازی برای مایعات
سرنگ‌های شیشه‌ای برای اندازه‌گیری و توزیع حلال‌ها و دیگر مایعات نیز استفاده می‌شوند. سرنگ‌های شیشه‌ای می‌توانند در هنگام حمل و نقل موادی که خود به خود با هوا واکنش نشان می‌دهند، نیز استفاده شوند.